# Oshun Farra
Oshun Farra zijn een reeks van vulkanen op Venus. De Oshun Farra werden in 1994 genoemd naar Oshun, een orisha uit de Yoruba- en de Ifa-religie (West-Afrika).
De vulkanengroep heeft een diameter van 80 kilometer en bevindt zich in het quadrangle Sappho Patera (V-20), ten westen van Gaia Corona en ten noorden van Tinatin Planitia.